# 5342 Le Poole
5342 Le Poole eller 3129 T-2 är en asteroid i huvudbältet som upptäcktes den 30 september 1973 av den nederländsk-amerikanske astronomen Tom Gehrels och det nederländska astronomparet Ingrid van Houten-Groeneveld och Cornelis Johannes van Houten vid Palomarobservatoriet. Den är uppkallad efter astronomen Rudolf Le Poole.
Asteroiden har en diameter på ungefär 5 kilometer.